# خط أخضر (فلسطين)

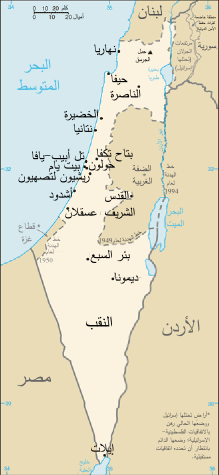
الخط الأخضر بفلسطين

الخط الأخضر بفلسطين هو لفظ يطلق على الخط الفاصل بين الأراضي المحتلة عام 1948 والأراضي المحتلة عام 1967. وقد حددته الأمم المتحدة بعد هدنة عام 1949 التي أعقبت الحرب العربية الإسرائيلية عام 1948. ورغم تحفظات القانونيين فإن ذلك اللفظ استخدم في المفاوضات الفلسطينية الإسرائيلية. المسؤول عن تخطيط ورسم الخط الاخضر وعن محادثات ومفاوضات وقف إطلاق النار هو الوسيط رالف بانش الذي فاز على إثر ذلك بجائزة نوبل للسلام.
ويفصل الخط الأخضر إسرائيل عن الدول العربية المجاورة وهي: سوريا والأردن ولبنان ومصر. وعملت كل من هذه الدول بموجب الخط كأنه كان حدودا دولية حتى حرب 1967 برغم من عدم اعترافها به كحدود بشكل رسمي. مر الخط الأخضر داخل مدينة القدس كما قسم عددا من القرى في المناطق المأهولة مثل منطقة المثلث (أبرزها قرية برطعة). بعد حرب 1967 أصبح الخط الأخضر خطا إدارياً، يفصل بين المنطقة الجغرافية الخاضعة للسلطة الإسرائيلية العادية والمناطق الخاضعة للحكم العسكري الإسرائيلي بموجب اتفاقية جنيف. أما اليوم، وبعد تحديد الحدود الدائمة بين إسرائيل وكل من مصر والأردن، والتوقيع على اتفاقية أوسلو، فيفصل الخط الأخضر بين المنطقة الجغرافية الخاضعة للسيادة الإسرائيلية والأراضي الفلسطينية الخاضعة للسلطة الوطنية الفلسطينية أو لحكم عسكري إسرائيلي. وقفت إسرائيل العمل حسب الخط الأخضر في منطقة هضبة الجولان في 1981 عندما أعلنت فرض قوانينها على المنطقة التي احتلتها من سوريا عام 1967. كذلك فرضت إسرائيل قوانينها على منطقة تضم الجزء الشرقي من مدينة القدس وبعض البلدات المجاورة لها بعد احتلالها في 1967. وفي كل من هذه الحالات رفضت المجتمع الدولي قبول هذه الخطوات الإسرائيلية وما تزال تعتبر هاتين المنطقتين أراض محتلة خاضعة للمنصوص عليه في اتفاقية جنيف.  في 2005 بدأت إسرائيل ثانية العمل بموجب الخط الأخضر في منطقة قطاع غزة كأنه كان حدودا دولية، غير أنها تعتبر قطاع غزة «كياناً معادياً» لها وتفرض الحصار عليه.

## الخلفيات التاريخية للتسمية
نص قرار تقسيم فلسطين رقم 181 الصادر عن الأمم المتحدة عام 1947 على منح اليهود أكثر من 57% من فلسطين التاريخية (نحو15.3 مليون دونم) لإقامة دولتهم عليها، ونحو 42% (حوالي 11.5 مليون دونم) للفلسطينيين ليقيموا دولتهم عليها.
وعقب حرب 1948، شنت الميليشيات الصهيونية حملات عسكرية سيطرت خلالها على مزيد من الأراضي لتزيد مساحة ما تسيطر عليه إلى نحو 78% من الأرض، وبقي نحو 22% تحت سيطرة الأردن ومصر في الضفة وغزة.
وفي 1949، توسطت الأمم المتحدة لإبرام اتفاقات هدنة بين إسرائيل والدول المجاورة، فوقع العرب وإسرائيل اتفاقية الهدنة، وتم وضع خط الهدنة في الخرائط باللون الأخضر، وبدأ عسكريون من الجانبين في رسم الخط بناء على الواقع الأخير، وليس بناء على قرار التقسيم السابق. تمّت الموافقة على الخط الاخضر الذي رُسم على الخرائط من قبل الطرفين المتنازعين خلال التوقيع على اتفاقيات  وقف اطلاق النار. هذه الاتفاقيات تمّت تحت إشراف وسيط الأمم المتحدة رالف بانش، وبعد مفاوضات ونزاعات  طويلة وصعبة تمَّ الاتفاق على الخط بين الطرفين المتنازعين. في بعض الحالات استند الخط الاخضر على حلول للطرفين التي قدمها رالف بانش.
وبات لفظ «الخط الأخضر» يطلق على الخط الفاصل بين الأراضي المحتلة عام 1948 والأراضي المحتلة عام 1967. ورغم تحفظات القانونيين فإن ذلك اللفظ استخدم في المفاوضات الفلسطينية الإسرائيلية.

## مسار الخط
يبدأ مسار الخط جنوبا من منطقة عين جدي على البحر الميت شرقا، ويتجه نحو الغرب مارا بجنوبي الخليل، ثم يتجه شمالا بمسارات غير مستقيمة، وينقسم في القدس إلى خطين تاركا بينهما منطقة خالية، ثم ينحني شرقا عند شمال الضفة الغربية حتى حدود الأردن.
تم وضع جزء من علامات خط الهدنة بين عامي 1949 و1951، وتواصل إكمال قطاعات أخرى حتى منتصف الخمسينيات، لعدة أسباب تتعلق بتعديل المسار وغيرها.
وأسوة بما فعله الجدار العازل، الذي تجاوز في معظم مقاطعه خط الهدنة على حساب أراضي الضفة، أضر سير الخط الأخضر بالسكان الفلسطينيين خاصة على الجانب الشرقي من الخط حيث فصل بين سكان 75 قرية وأراضيهم، وقسّم عشرات الآلاف من التجمعات السكنية في القدس وقلقيلية وطولكرم.
أما في قطاع غزة فيبدأ خط الهدنة في الشمال بشاطئ البحر المتوسط متجها شرقا إلى بضعة كيلومترات، ومن ثم يتجه جنوبا حتى يلامس الحدود المصرية في نقطة تبعد نحو 12 كيلومترا عن شاطئ البحر.
وكان راسمو الخط من العسكريين العرب والإسرائيليين يعتمدون على المواقع والاستحكامات التي تحصن خلفها كل من طرفي النزاع خلال الحرب، بناء على تقديرات عسكرية بحتة، دون الأخذ في الاعتبار الطبيعة الجغرافية للمنطقة التي يسير فيها الخط، أو احتياجات السكان المحيطين به.

## منظمة التحرير والخط
في عام 1967 احتلت إسرائيل ما تبقى من الأرض الفلسطينية متمثلة في الضفة الغربية، وبات الخط الأخضر بالنسبة لإسرائيل بمثابة علامة إدارية خاصة مع استفحال سياسة الاستيطان في الضفة.
وقبلت منظمة التحرير الفلسطينية بأن يشكّل الخط الأخضر حدودا دولية على أساس القرار الأممي 242 الذي ينص على انسحاب إسرائيلي من الأراضي المحتلة عام 1967، أي القبول بإقامة دولة للفلسطينيين على 22% فقط من وطنهم التاريخي، والاعتراف بوجود إسرائيل على نسبة 78% المتبقية.
وفيما رأى مراقبون أنه اعتراف دولي بالخط الأخضر كحدود دولية، نص اتفاق أوسلو لعام 1993 على انسحاب إسرائيلي على مراحل من المراكز السكانية في الأراضي التي احتلت عام 1967، وهي المدن التي يحدها «الخط الأخضر» وليس خط التقسيم.
وليس في القانون الدولي ما يشير إلى هذا الحد (الخط الأخضر أو خط الهدنة) على أنه خط حدودي، إذ اعتبر الخط الأخضر عند رسمه خط هدنة بين إسرائيل والدول العربية، ومع ذلك فقد أصبح حدا فاصلا أساسيا يستخدم في المفاوضات الفلسطينية الإسرائيلية.
ويقول قانونيون إن خطوط الهدنة لا تعتبر من الناحية القانونية حدودا تفصل بين كيانين على اعتبار أنها مؤقتة.
وحسب قانونيين، أدى القبول بهذا المصطلح إلى نتائج سياسية أضرت بالقضية الفلسطينية، أهمها أنه حطم الإطار القانوني الدولي لخطة التقسيم، ورسّخ قبولا فلسطينيا بحدود تم إيجادها من خلال الأعمال المسلحة، ومن خلال العصابات الصهيونية.